# Второе сражение при Кернстауне
Второе сражение при Кернстауне (англ. Second Battle of Kernstown) произошло 24 июля 1864 года около Кернстауна, вблизи Винчестера, штат Виргиния, было частью кампании в долине 1864 года, во время американской Гражданской войны. Генерал Конфедерации Джубал Эрли наголову разбил федерального генерала Джорджа Крука и вытеснил его из долины Шенандоа за Потомак, в штат Мэриленд.

## Предыстория
19 июля, отразив несколько атак противника, генерал Эрли решил отступить со своих позиций у Берривилла к более безопасной позиции около Страсберга. Когда южане эвакуировали госпиталь и склады, федеральный генерал Уильям Эверелл сумел выиграть небольшое сражение у Рутерфордс-Фарм, разбив генерала Стивена Рамсера. Южане в тот день сражались крайне неуверенно, поэтому Джордж Крук и Горацио Райт, проведя дополнительно несколько кавалерийских рейдов южнее Винчестера, пришли к выводу, что имеют дело только с арьергардами, а сам Эрли отступает к Ричмонду.
Так как Вашингтону более ничего не угрожало, Райт увёл из Долины 6 и 19 корпуса и 20 июля направил их обратно под Питерсберг. В долине остались только три дивизии «Армии Канава». На следующий день было тихо, армии отдыхали в лагерях на расстоянии 15 километров друг от друга. 23 июля южане атаковали пикеты противника у Кернстауна, что привело к ожесточённой кавалерийской перестрелке. Им удалось захватить несколько пленных, от которых Эрли узнал про ушедшие корпуса Райта. Он сразу понял, что должен атаковать стоящего перед ним противника, и не допустить его ухода под осаждённый Питерсберг на усиление армии Гранта.

## Сражение
Утром 24 июля Эрли двинул свою армию на север. Его кавалерия встретила противника к югу от Кернстауна и после ожесточённого боя отбросила его. Крук всё ещё полагал, что Эрли покинул долину, поэтому отправил для отражения нападения только две дивизии и небольшой кавалерийский отряд. Вскоре после полудня на поле боя прибыла пехота обеих армий. Южане удачно встали по обе стороны шоссе Вэлли-Пайк южнее Кернстауна, их фланги упирались в высоты, и с фронта их прикрывала кавалерия.
Дивизия генерала Джона Гордона стояла в центре на шоссе. Дивизия Рамсера стояла слева, прикрытая кавалерией Вильяма Джексона. Дивизия Гэбриела Уортона, которой командовал генерал Джон Брекинридж, стояла справа от Гордона, и её фланг был прикрыт кавалерией Джона Вона. Эрли спрятал пехоту в лесу, послав вперёд кавалерию и цепь снайперов, чтобы спровоцировать противника на атаку. Поэтому Крук всё ещё верил, что пехота противника ушла из долины.
Федеральная пехота находилась у шоссе Вэлли-Пайк в Кернстауне. Дивизия Джеймса Маллигана стояла на Причардс-Хилл, на той самой позиции, что принесла федералам победу в первом сражении при Кернстауне в 1862 году. Правее на Песчаном Хребте, стояла дивизия полковника Джозефа Тоберна. Его крайней левой бригадой стояла бригада Рутерфорда Хайеса. Крук приказал кавалерии Эверелла обойти правый фланг противника и зайти ему в тыл. Обе армии понемногу втягивались в перестрелку, и сражение началось. Командиры дивизий постепенно поняли, что они имеют дело с превосходящими силами противника, и у них не было никакого желания атаковать, о чём они и доложили Круку.
Крук был крайне раздражён этим заявлением командиров и отказался верить в их сообщение о превосходстве сил противника. Он приказал Маллигану идти в атаку при поддержке дивизии Хайеса. В 13:00 федеральная пехота двинулась вперёд, оставив Причардс-Хилл. Около Опекон-Черч дивизию остановили люди Гордона. Бригада Хайеса двинулась на помощь, но попали под удар дивизии Брекинриджа. Брекинридж отправил дивизию Уортона на северо-восток к глубокому оврагу, который шёл перпендикулярно шоссе Вэлли-Тернпайк. Он скрыл дивизию в овраге и, когда Хайес двигался мимо этого оврага, Брекинридж бросил дивизию в атаку на открытый фланг Хайеса. Федералы отступили с большими потерями.
Тоберн хотел поддержать Маллигана справа, но география местности была такова, что он оказался отрезан от Маллигана и практически не участвовал в сражении. Солдаты Гордона воспользовались этим и обошли Маллигана справа. А когда побежала дивизия Хайеса, Маллиган оказался зажат между двух дивизий противника. Маллиган сразу приказал отступать, но он был смертельно ранен в момент, когда пытался навести порядок в своей дивизии. Конфедераты преследовали отступающего противника всю дорогу до Винчестера, а кавалерия беспокоила их ещё дольше.
Федеральная кавалерия Эверелла попыталась атаковать фланг южан, но наткнулась прямо на кавалеристов Вона на Фронт-Ройял-Пайк. Шокированные неожиданной атакой противника, федералы отошли в сторону Мартинсберга. Когда бегущая кавалерия достигла повозок и артиллерийских резервов севернее Винчестера, это вызвало панику среди прислуги, которые тоже обратились в бегство. Многие повозки были сожжены, чтобы не попасть в руки противника. С наступлением ночи кавалерия Юга прочесала окрестности в поисках федеральных солдат, отбившихся от своих частей. Федералы в основном провели ту ночь под дождём, кто где, пытаясь избежать плена.

## Последствия
Разбитый в сражении, Крук был вынужден 26 июля уйти за Потомак. 30 июля Эрли сжёг город Чамберсбург в Пенсильвании. Грант вернул 6 и 19 корпуса в Долину и назначил командующим Филипа Шеридана.